# Dave Grunewald

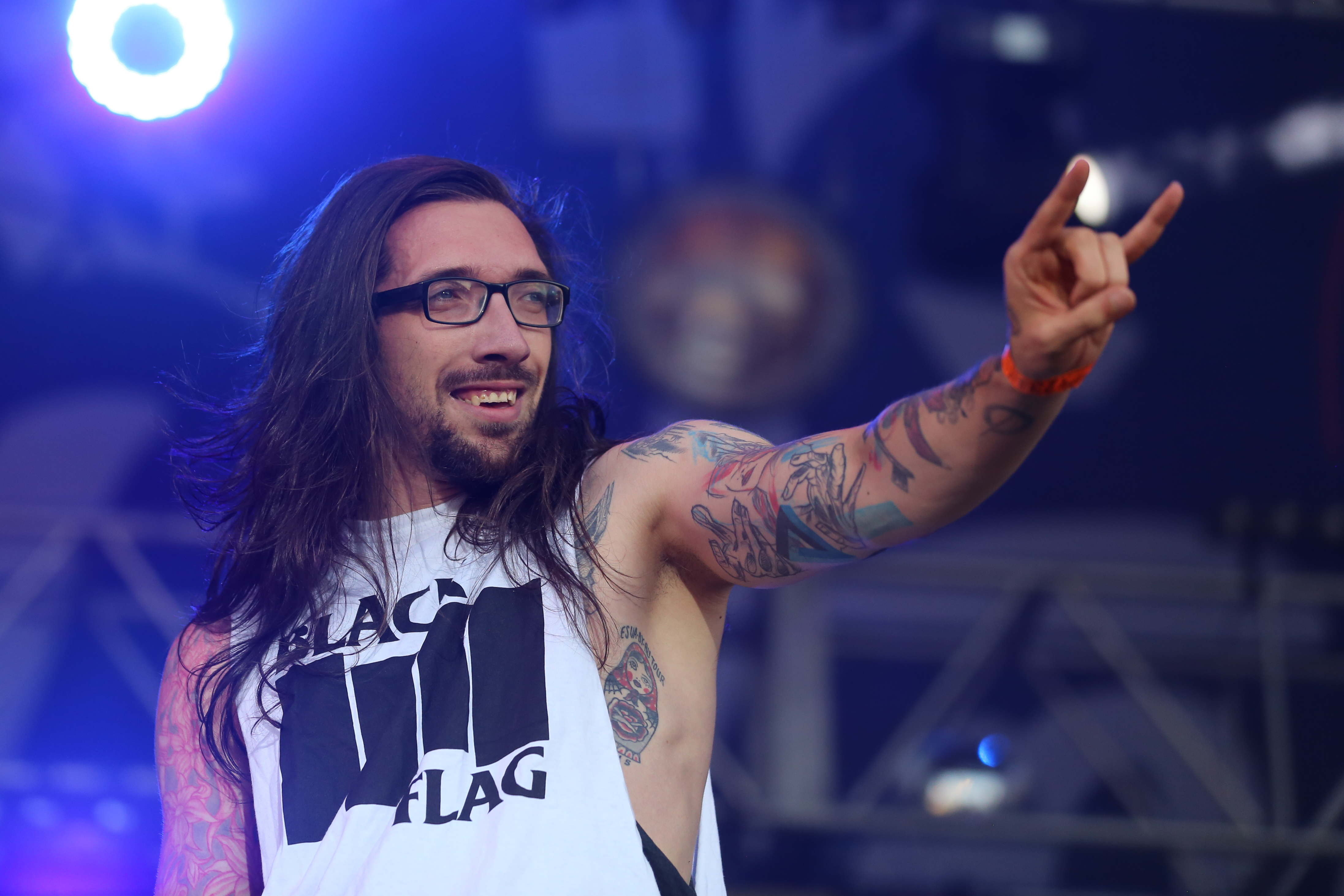
Dave Grunewald mit Annisokay beim Pol’and’Rock Festival (2017)

Dave Grunewald (* 9. Oktober 1986 in Merseburg; Pseudonym: xHIGHTOWERx) ist ein deutscher Musiker, Influencer und Fitnesstrainer. Bekannt wurde er durch die Teilnahme an der Sat.1-Show All Together Now und durch seine Tätigkeit als Influencer auf Instagram. Er war zwischen 2011 und 2019 Sänger der Metalcore-Band Annisokay und macht aktuell unter seinem Pseudonym xHIGHTOWERx Musik.

## Leben
2006 startete Grunewald seine Musikkarriere mit der Metalcore-Band Nesaia aus Naumburg. Im Jahr 2008 fuhr er zweigleisig mit der Metalcore-Band Abort the Legends aus Leipzig. Im Jahr 2011 wechselte er zu der Metalcore-Band Annisokay aus Halle (Saale), mit der er vier Studioalben und eine EP veröffentlichte. Neben Tourneen durch Europa, USA, Japan und Russland spielte er mit dieser Band auf vielen namhaften Festivals, u. a. With Full Force, Summer Breeze, Deichbrand, Rockharz Open Air oder das polnische Woodstock. Während dieser Zeit war er mit vielen namhaften Bands auf Tour, u. a. Blessthefall, Silverstein, Electric Callboy, Falling in Reverse, Palisades, Emil Bulls oder Callejon. Ende 2019 trennte er sich von Annisokay, um seine Solo-Karriere zu verfolgen. Seit 2019 ist er als Solokünstler unter dem Namen xHIGHTOWERx unterwegs und macht eine musikalisch experimentelle Mischung aus Metal-Gesang und Hip Hop, Trap-Beats. Er veröffentlichte bis dato drei Singles: outcast, G.O.A.T und rebirth.
Mit der Band Machete Dance Club performte er im Oktober 2021 den gemeinsamen Song „Cheap Motel“ im WDR Rockpalast. 2022 war er einer von 100 Juroren in der ersten Staffel der Musikshow All Together Now auf dem Fernsehsender Sat.1.
Mit dem Wrestler Axel Tischer hat er seit Anfang 2022 einen Podcast unter dem Namen Here We Go, in dem alle zwei Wochen Geschichten vom Reisen als Künstler erzählt werden. Zudem komponierte Grunewald die aktuelle Einzugsmusik von Tischer in Zusammenarbeit mit Max Kusari.
Er arbeitete außerdem als Synchronsprecher für die Rolle von „Tomohiro Tsuboi“ für den Anime Gakuen Basara: Samurai High School im Jahr 2018.
Er arbeitet als Influencer auf den sozialen Medien, vorrangig auf Instagram; zusätzlich ist er als professioneller Fitnesstrainer, Personal Trainer und Ernährungsberater tätig. Er lebt den Straight Edge Lifestyle und wohnt in Leipzig.

## Diskografie
| Jahr | Titel Musiklabel                                         | Höchstplatzierung, Gesamtwochen, AuszeichnungChartsChartplatzierungen (Jahr, Titel, Musiklabel, Platzierungen, Wochen, Auszeichnungen, Anmerkungen) | Anmerkungen                             |
| Jahr | Titel Musiklabel                                         | DE | Anmerkungen                             |
| ---- | -------------------------------------------------------- | --- | --------------------------------------- |
| 2008 | Nesaia – A Celebration of the Dead (EP) Kein Label       | — | Erstveröffentlichung: 17. Februar 2008  |
| 2008 | Abort the Legends – 2k8 (EP) Kein Label                  | — | Erstveröffentlichung: 17. Oktober 2008  |
| 2010 | Nesaia – The End of the Weak (EP) Kein Label             | — | Erstveröffentlichung: 17. November 2010 |
| 2012 | Annisokay - The Lucid Dreamer (Album) Steamhammer        | — | Erstveröffentlichung: 1. Oktober 2012   |
| 2015 | Annisokay - Enigmatic Smile (Album) Long Branch Records  | DE68 (1 Wo.)DE | Erstveröffentlichung: 20. März 2015     |
| 2016 | Annisokay - Devil May Care (Album) Long Branch Records   | DE74 (1 Wo.)DE | Erstveröffentlichung: 11. November 2016 |
| 2016 | Annisokay - Annie are you okay? (EP) Long Branch Records | — | Erstveröffentlichung: 11. November 2016 |
| 2018 | Annisokay - Arms (Album) Arising Empire                  | DE26 (1 Wo.)DE | Erstveröffentlichung: 17. August 2018   |

### Singles als xHIGHTOWERx
- 2021: outcast
- 2022: G.O.A.T feat. Josiah Williams
- 2022: rebirth

### Gastbeiträge
- 2014: tight club Breakdowns at Tiffany`s – Constants (Album)
- 2015: until this moment The Ocean Behind – (Single)
- 2016: wiederstand Unzucht – Neuntöter (Album)
- 2016: snow desert Cold Dismay – The Frost (EP)
- 2017: deep dive Tell You What Now – Failsafe: Entropy (Album)
- 2018: knock ihn aus. Punch Arogunz – Schmerzlos (Album)[6]
- 2019: cheap motel (drella version) Machete Dance Club – Kill the Vibe (Album)
- 2019: jeanny Falco Cover Song Axel One – (Single)
- 2020: votu Mylr – Votu (EP)
- 2021: hoffnung 100 Kilo Herz – (Single)
- 2021: the howling Axel Tischer Theme Max Kusari - (Single)
- 2022: sauer Das Kind – Schatten (Album)
- 2022: FLS Reduction – (Single)
- 2022: manie, manie, manie Abandon the Past – Und Endlich (EP)